# Homoneura lata
Homoneura lata är en tvåvingeart som beskrevs av Yang, Hu och Zhu 2001. Homoneura lata ingår i släktet Homoneura och familjen lövflugor. Inga underarter finns listade i Catalogue of Life.